# Mark IV-Klasse
Die Mark IV-Klasse ist eine aus vier Einheiten bestehende Schiffsklasse der norwegischen Reederei Wallenius Wilhelmsen Logistics. Bei den Schiffen handelt es sich um RoRo-Schiffe, die als Autotransporter eingesetzt werden.

## Einzelheiten
Die Schiffe wurden bei Daewoo Heavy Industries gebaut. Eigner ist das Unternehmen Wilhelmsen Lines Shipowning AS, die Bereederung obliegt dem Unternehmen Wilhelmsen Ship Management (Norway) AS. Die Schiffe sind im norwegischen Zweitregister eingetragen und fahren unter norwegischer Flagge mit dem Heimathafen Tønsberg.
Die acht Decks der Schiffe, von denen vier höhenverstellbar sind, verfügen über eine Gesamtfläche von 46.350 m². Das Gesamtvolumen der Laderäume beträgt 125.620 m³. Am Heck befindet sich auf der Steuerbordseite eine 12 Meter breite Rampe, die zum Heck einen Winkel von 38 Grad bildet. Die Heckrampe kann mit maximal 320 Tonnen belastet werden.
Angetrieben werden die Schiffe von einem MAN B&W-Dieselmotor (Typ: 8L70MC (MK5)) mit einer Leistung von 20.960 kW, der auf einen Verstellpropeller wirkt. Die Schiffe erreichen damit eine Geschwindigkeit von maximal 22 kn. Darüber hinaus verfügen die Schiffe über ein Bugstrahlruder mit einer Leistung von 1.800 kW.

## Schiffe der Klasse
| Schiff    | Baunummer | IMO-Nummer | Fertigstellung |
| --------- | --------- | ---------- | -------------- |
| Tamesis   | 4423      | 9191307    | 2000           |
| Tarago    | 4425      | 9191321    | 2000           |
| Talisman  | 4424      | 9191319    | 2000           |
| Tamerlane | 4430      | 9218648    | 2001           |

## Trivia
Die Tarago und die Tamerlane dienen einer Norwegischen Destillerie zur Produktion ihres Linie Aquavit.